# Comedy Club (Rusia)

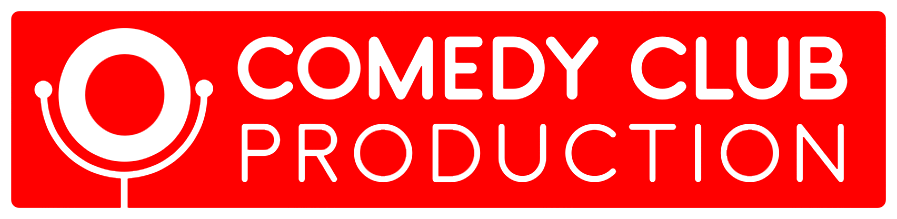

Comedy club es un programa de televisión en Rusia de género comedia en vivo que emite el canal TNT desde el 23 de abril de 2005.
Los cómicos veteranos del club son Garik Martirosyan, Timur Batrutdinov, Garik Kharlamov, Pavel Volya, Alexandr Revva, Alexander Nezlobin y otros. El presentador es Garik Martirosyan.
La sede de Comedy Club se encuentra en Moscú.

## Ucrania y Bielorrusia
Comedy Club ha desarrollado spin offs Ukrania (Comedy Club UA), Bielorrusia (Comedy Club Bielorrusia), San Petersburgo (Comedy Club Peter-style), Nizhny Novgorod  (Comedy Club Gorky Style), Rostov del Don (Comedy Club Rostov-style). Los cómicos actúan regularmente en Moscú, y algunos, como "Elvis" de "Peter-style"  y el Dúo «Chéjov» de Ucrania han aparecido en el canal TNT. El 29 de abril de 2007, el "African - Lubinda" de "Rostov-style" debutó, aumentando la internacionalización de Comedy Club.

## Dúo «Chéjov» en  España
En el verano del año 2016 el Dúo «Chéjov» formado por Andrey Molochniy y Anton Lirnik realizaron giras por las ciudades de España, entre ellas Madrid, Marbella , Valencia, Benidorm , Tenerife, Barcelona y Tarragona. 
“Las Vacaciones” del Dúo «Chéjov» se iniciaron el día 2 de agosto en Madrid, y terminaron el día 10 de agosto en Tarragona. 
Esto fue la primera visita del Dúo a España. En 10 días realizaron 7 conciertos. Antes de este verano nadie de las estrellas del show-business ruso había realizado una gira de más de cuatro conciertos en España.

## Cómicos
- Garik Martirosyan
- Pavel Volya
- Garik Kharlamov
- Timur Batrutdinov
- Aleksandr Revva
- Sergey Svetlakov
- Dmitry Grachev
- Marina Kravets
- Andrey Molochniy
- Anton Lirnik
- Ruslan Beliy
- Sergey Garelikhov
- Andrey Averin
- Demis Karebidis
- Vadim Galigin
- USB